# Banca di Grecia
La Banca di Grecia (greco: Τράπεζα της Ελλάδος) è la banca centrale della Grecia e ha sede ad Atene (Venizelos Avenue). Fondata nel 1927, cominciò ad operare ufficialmente nel 1928.

## Introduzione
La Banca di Grecia, membro del Sistema europeo delle banche centrali (SEBC) ha più di 3000 dipendenti.
Il suo obiettivo primario consiste nell'assicurare la stabilità dei prezzi all'interno del paese. Tra le altre funzioni, la Banca di Grecia supervisiona l'operato delle banche private e fa da tesoriere e agente fiscale per il governo greco.
Il codice di identificazione della Banca di Grecia sulle banconote europee è N.

## Governatori
Il governatore (in greco, διοικητής, diikitís) è la carica più importante nell'ambito della Banca di Grecia:
- Alexandros Diomidis: 21 aprile 1928 - 29 settembre 1931
- Emmanuel Tsouderos (primo periodo): 31 ottobre, 1931 - 8 agosto, 1935
- Emmanuel Tsouderos (secondo periodo): 20 marzo, 1936 - 9 luglio, 1939
- Ioannis Drosopoulos: 9 luglio, 1939 - 28 luglio, 1939
- Kyriakos Varvaressos (primo periodo, fino all'occupazione nazista): 4 agosto, 1939 - 23 maggio, 1941)
- Kyriakos Varvaressos (secondo periodo, governatore in esilio durante l'occupazione nazista): 22 aprile, 1941 - (Ottobre 1944)
- Miltiades Negropontis (durante l'occupazione nazista): 24 aprile, 1941 - 3 luglio, 1941
- Demetrios Santis (durante l'occupazione): 2 luglio, 1941 - 20 gennaio, 1943
- Theodoros Tourkovasilis (durante l'occupazione): 19 aprile, 1943 - 13 aprile, 1944
- Xenophon Zolotas (co-governatore): 12 ottobre, 1944 - 8 gennaio, 1945
- Kyriakos Varvaressos (terzo periodo): 2 febbraio, 1945 - 19 settembre, 1945
- Georgios Mantzavinos: 11 febbraio, 1946 - 2 febbraio, 1955
- Xenophon Zolotas (secondo periodo): 5 febbraio, 1955 - 5 agosto, 1967
- Demetrios Galanis: 7 agosto, 1967 - 4 maggio, 1973
- Konstantinos Papayiannis: 7 maggio, 1973 - 9 agosto, 1974
- Panagotis Papaligouras: 9 agosto, 1974 - 23 ottobre, 1974
- Xenophon Zolotas (terzo periodo): 27 novembre, 1974 - 29 ottobre, 1981
- Gerassimos Arsenis: 3 novembre, 1981 - 20 febbraio, 1984
- Demetrios Chalikias: 20 febbraio, 1984 - 20 febbraio, 1992
- Efthymios Christodoulou: 20 febbraio, 1992 - 1º dicembre, 1993
- Ioannis Boutos: 1º dicembre, 1993 - 26 ottobre 1994
- Lucas Papademos: 26 ottobre 1994 - 31 maggio 2002
- Nikolaos Garganas: 31 maggio 2002 - 14 giugno 2008
- Georgios Provopoulos: 20 giugno 2008 - 20 giugno 2014
- Yannis Stournaras: 20 giugno 2014 - in carica